# Verea
Verea és un municipi de la província d'Ourense a Galícia. Pertany a la comarca d'A Terra de Celanova.
| 3.677 | 3.632 | 3.641 | 3.171 | 1.398 |
| Fonts: INE i IGE (Els criteris de registre censal variaren i les dades de l'INE i de l'IGE poden no coincidir.) |       |       |       |       |